# Lahntalbahn
| | |                                                                  |                                                                  |
| Streckennummer (DB): | 3710 |                                                                  |                                                                  |
| Kursbuchstrecke (DB): | 625 |                                                                  |                                                                  |
| Kursbuchstrecke: | 167 (1934) 172c (Wetzlar–Albshausen 1934) 172c (Weilburg–Abzw Gensb 1934) 167a (Eschhofen–Limb (L) 1934) 167b (Limburg (L)–Diez 1934) 195 (1946) 196d (Wetzlar–Albshausen 1946) 196c (Weilburg–Abzw Gensb 1946) 195b (Eschhofen–Limb (L) 1946) 195c (Limburg (L)–Diez 1946) |                                                                  |                                                                  |
| Streckenlänge: | 103,730 km |                                                                  |                                                                  |
| Spurweite: | 1435 mm (Normalspur) |                                                                  |                                                                  |
| Streckenklasse: | D4 |                                                                  |                                                                  |
| Stromsystem: | Eschhofen–Limburg (Lahn), Niederlahnstein–Koblenz Hbf: 15 kV 16,7 Hz ~ |                                                                  |                                                                  |
| Streckengeschwindigkeit: | 120 km/h |                                                                  |                                                                  |
| Zweigleisigkeit: | Wetzlar–Fachingen Balduinstein–Nassau (Lahn) Dausenau–Hohenrhein Niederlahnstein–Koblenz |                                                                  |                                                                  |
| | |                                                                  |                                                                  |
| \| \| \| von Gießen \| \| \| \| \| „Kanonenbahn“ von Lollar \| \| \| \| 0,011 \| Wetzlar \| Wetzlar \| \| \| \| nach Siegen \| \| \| \| \| Dill \| \| \| \| \| Lahn \| \| \| \| 2,600 \| Awanst Bundeswehrverladeanlage \| Awanst Bundeswehrverladeanlage \| \| \| 5,463 \| Albshausen \| Albshausen \| \| \| \| nach Friedrichsdorf (Taunus) \| \| \| \| 7,528 \| Solms \| Solms \| \| \| 10,671 \| Leun/Braunfels \| Leun/Braunfels \| \| \| \| nach Philippstein (Schmalspur) \| \| \| \| \| Lahn \| \| \| \| 14,250 \| Stockhausen (Lahn) \| Stockhausen (Lahn) \| \| \| \| Grube Würgengel (Schmalspur) \| \| \| \| \| nach Beilstein (Dillkr) \| \| \| \| 20,178 \| Löhnberg \| Löhnberg \| \| \| 23,030 \| Weilburg \| Weilburg \| \| \| \| Lahn \| \| \| \| \| Lahn \| \| \| \| 23,320 \| Weilburger Tunnel (302 m) \| Weilburger Tunnel (302 m) \| \| \| 23,800 \| Abzw Gensberg \| Abzw Gensberg \| \| \| \| nach Grävenwiesbach \| \| \| \| 24,989 \| Guntersau \| Guntersau \| \| \| \| \| \| \| \| \| Kirschhofen/Odersbach (lt. Regionalplan Mittelhessen vorgesehen) \| \| \| \| \| \| \| \| \| 25,899 \| Kirschhofener Tunnel (495 m) \| Kirschhofener Tunnel (495 m) \| \| \| 26,704 \| Michelsberger Tunnel (433 m) \| Michelsberger Tunnel (433 m) \| \| \| 27,447 \| Schmidskopftunnel (223 m) \| Schmidskopftunnel (223 m) \| \| \| 28,698 \| Gräveneck \| Gräveneck \| \| \| 29,325 \| Grävenecker Tunnel (127 m) \| Grävenecker Tunnel (127 m) \| \| \| 31,186 \| Fürfurt \| Fürfurt \| \| \| \| Aumenau-Schafstall (Erzverladung, bis 1918) \| \| \| \| 35,000 \| Aumenau \| Aumenau \| \| \| \| Lahn \| \| \| \| 38,101 \| Arfurt (Lahn) \| Arfurt (Lahn) \| \| \| 40,727 \| Villmarer Tunnel (228 m) \| Villmarer Tunnel (228 m) \| \| \| 41,720 \| Villmar \| Villmar \| \| \| 44,558 \| Runkel \| Runkel \| \| \| \| von Mengerskirchen (Schmalspur) \| \| \| \| 46,553 \| Kerkerbach \| Kerkerbach \| \| \| \| nach Dehrn \| \| \| \| 46,800 \| Lahn \| Lahn \| \| \| 47,055 \| Ennericher Tunnel (494 m) \| Ennericher Tunnel (494 m) \| \| \| \| von Frankfurt (Main) Hbf \| \| \| \| 48,949 \| Eschhofen \| Eschhofen \| \| \| 50,300 \| Schnellfahrstrecke Köln–Rhein/Main \| Schnellfahrstrecke Köln–Rhein/Main \| \| \| 52,210 \| Limburg (Lahn) \| Limburg (Lahn) \| \| \| \| Landesgrenze Rheinland-Pfalz–Hessen \| \| \| \| \| Landesgrenze Hessen–Rheinland-Pfalz \| \| \| \| \| Landesgrenze Rheinland-Pfalz–Hessen \| \| \| \| \| nach Altenkirchen (Westerw) \| \| \| \| 55,121 \| Freiendiezer Tunnel (65 m) \| Freiendiezer Tunnel (65 m) \| \| \| \| von Wiesbaden \| \| \| \| 55,774 \| Diez \| Diez \| \| \| 56,325 \| Diezer Tunnel (107 m) \| Diezer Tunnel (107 m) \| \| \| 57,453 \| Fachinger Tunnel (424 m) \| Fachinger Tunnel (424 m) \| \| \| 58,039 \| Fachingen (Lahn) \| Fachingen (Lahn) \| \| \| 58,200 \| Lahn \| Lahn \| \| \| 59,861 \| Kehrberg-Tunnel (261 m) \| Kehrberg-Tunnel (261 m) \| \| \| 60,196 \| Daubach-Tunnel (193 m) \| Daubach-Tunnel (193 m) \| \| \| 60,600 \| Lahn \| Lahn \| \| \| 61,397 \| Balduinstein \| Balduinstein \| \| \| 62,623 \| Cramberger Tunnel (732 m) \| Cramberger Tunnel (732 m) \| \| \| 65,200 \| Rupbach [Anm. 1] \| Rupbach [Anm. 1] \| \| \| 67,276 \| Laurenburg (Lahn) \| Laurenburg (Lahn) \| \| \| 67,746 \| Laurenburger Tunnel (225 m) \| Laurenburger Tunnel (225 m) \| \| \| 72,254 \| Kalkofener Tunnel (592 m) \| Kalkofener Tunnel (592 m) \| \| \| 74,194 \| Obernhof (Lahn) \| Obernhof (Lahn) \| \| \| 74,400 \| Lahn \| Lahn \| \| \| 74,486 \| Obernhofer Tunnel (450 m) \| Obernhofer Tunnel (450 m) \| \| \| 74,900 \| Gelbach \| Gelbach \| \| \| 75,105 \| Langenauer Tunnel (234 m) \| Langenauer Tunnel (234 m) \| \| \| 76,141 \| Hollricher Tunnel (321 m) \| Hollricher Tunnel (321 m) \| \| \| 78,561 \| Nassau (Lahn) \| Nassau (Lahn) \| \| \| 79,316 \| Lahn (156 m) \| Lahn (156 m) \| \| \| 82,778 \| Dausenau \| Dausenau \| \| \| 86,444 \| Bad Ems \| Bad Ems \| \| \| 88,196 \| Bad Ems West [Anm. 2] \| Bad Ems West [Anm. 2] \| \| \| 90,080 \| Nievern \| Nievern \| \| \| \| \| \| \| \| 93,883 \| Friedrichssegen (ehem. Anschluss an Schmalspur-Zahnradbahn) \| Friedrichssegen (ehem. Anschluss an Schmalspur-Zahnradbahn) \| \| \| \| \| \| \| \| 96,700 \| Hohenrhein (Abzw) \| Hohenrhein (Abzw) \| \| \| \| nach Oberlahnstein \| \| \| \| 97,125 \| Lahn (150 m) \| Lahn (150 m) \| \| \| \| von Wiesbaden \| \| \| \| 99,172 \| Niederlahnstein \| Niederlahnstein \| \| \| \| nach Köln-Deutz \| \| \| \| \| von Koblenz-Pfaffendorf \| \| \| \| 101,162 \| Koblenz Horchheimer Brücke \| Koblenz Horchheimer Brücke \| \| \| \| Rechte Rheinstrecke \| \| \| \| 101,120 \| Horchheimer Eisenbahnbrücke (Rhein; 392 m) \| Horchheimer Eisenbahnbrücke (Rhein; 392 m) \| \| \| \| von Mainz \| \| \| \| 103,741 \| Koblenz Hbf \| Koblenz Hbf \| \| \| \| nach Köln und Neuwied \| \| \| \| \| nach Trier \| \| \| \| \| \| \| \| Quellen: [1][2] \| \| \| \| | |                                                                  |                                                                  |
| | | von Gießen                                                       |                                                                  |
| | | „Kanonenbahn“ von Lollar                                         |                                                                  |
| Bahnhof Strecke bis hier außer Betrieb | 0,011 | Wetzlar                                                          | Wetzlar                                                          |
| Strecke nach rechts und nach rechts | | nach Siegen                                                      | nach Siegen                                                      |
| Brücke über Wasserlauf | | Dill                                                             | Dill                                                             |
| Brücke über Wasserlauf | | Lahn                                                             | Lahn                                                             |
| Dienststation / Betriebs- oder Güterbahnhof | 2,600 | Awanst Bundeswehrverladeanlage                                   | Awanst Bundeswehrverladeanlage                                   |
| Bahnhof | 5,463 | Albshausen                                                       | Albshausen                                                       |
| Abzweig geradeaus und ehemals nach links | | nach Friedrichsdorf (Taunus)                                     | nach Friedrichsdorf (Taunus)                                     |
| Haltepunkt / Haltestelle | 7,528 | Solms                                                            | Solms                                                            |
| Haltepunkt / Haltestelle | 10,671 | Leun/Braunfels                                                   | Leun/Braunfels                                                   |
| Abzweig geradeaus und ehemals nach links | | nach Philippstein (Schmalspur)                                   | nach Philippstein (Schmalspur)                                   |
| Brücke über Wasserlauf | | Lahn                                                             | Lahn                                                             |
| Haltepunkt / Haltestelle | 14,250 | Stockhausen (Lahn)                                               | Stockhausen (Lahn)                                               |
| Abzweig geradeaus und ehemals nach links | | Grube Würgengel (Schmalspur)                                     | Grube Würgengel (Schmalspur)                                     |
| Abzweig geradeaus und ehemals nach rechts | | nach Beilstein (Dillkr)                                          | nach Beilstein (Dillkr)                                          |
| Bahnhof | 20,178 | Löhnberg                                                         | Löhnberg                                                         |
| Bahnhof | 23,030 | Weilburg                                                         | Weilburg                                                         |
| Brücke über Wasserlauf | | Lahn                                                             | Lahn                                                             |
| Brücke über Wasserlauf | | Lahn                                                             | Lahn                                                             |
| Tunnel | 23,320 | Weilburger Tunnel (302 m)                                        | Weilburger Tunnel (302 m)                                        |
| ehemalige Blockstelle | 23,800 | Abzw Gensberg                                                    | Abzw Gensberg                                                    |
| Abzweig geradeaus und ehemals nach links | | nach Grävenwiesbach                                              | nach Grävenwiesbach                                              |
| ehemaliger Bahnhof | 24,989 | Guntersau                                                        | Guntersau                                                        |
| | |                                                                  |                                                                  |
| ehemaliger Haltepunkt / Haltestelle | | Kirschhofen/Odersbach (lt. Regionalplan Mittelhessen vorgesehen) | Kirschhofen/Odersbach (lt. Regionalplan Mittelhessen vorgesehen) |
| | |                                                                  |                                                                  |
| Tunnel | 25,899 | Kirschhofener Tunnel (495 m)                                     | Kirschhofener Tunnel (495 m)                                     |
| Tunnel | 26,704 | Michelsberger Tunnel (433 m)                                     | Michelsberger Tunnel (433 m)                                     |
| Tunnel | 27,447 | Schmidskopftunnel (223 m)                                        | Schmidskopftunnel (223 m)                                        |
| Haltepunkt / Haltestelle | 28,698 | Gräveneck                                                        | Gräveneck                                                        |
| Tunnel | 29,325 | Grävenecker Tunnel (127 m)                                       | Grävenecker Tunnel (127 m)                                       |
| Haltepunkt / Haltestelle | 31,186 | Fürfurt                                                          | Fürfurt                                                          |
| ehemaliger Dienststation / Betriebs- oder Güterbahnhof | | Aumenau-Schafstall (Erzverladung, bis 1918)                      | Aumenau-Schafstall (Erzverladung, bis 1918)                      |
| Bahnhof | 35,000 | Aumenau                                                          | Aumenau                                                          |
| Brücke über Wasserlauf | | Lahn                                                             | Lahn                                                             |
| Haltepunkt / Haltestelle | 38,101 | Arfurt (Lahn)                                                    | Arfurt (Lahn)                                                    |
| Tunnel | 40,727 | Villmarer Tunnel (228 m)                                         | Villmarer Tunnel (228 m)                                         |
| Haltepunkt / Haltestelle | 41,720 | Villmar                                                          | Villmar                                                          |
| Haltepunkt / Haltestelle | 44,558 | Runkel                                                           | Runkel                                                           |
| Abzweig geradeaus und ehemals von rechts | | von Mengerskirchen (Schmalspur)                                  | von Mengerskirchen (Schmalspur)                                  |
| Bahnhof | 46,553 | Kerkerbach                                                       | Kerkerbach                                                       |
| Abzweig geradeaus und nach rechts | | nach Dehrn                                                       | nach Dehrn                                                       |
| Brücke über Wasserlauf | 46,800 | Lahn                                                             | Lahn                                                             |
| Tunnel | 47,055 | Ennericher Tunnel (494 m)                                        | Ennericher Tunnel (494 m)                                        |
| Abzweig geradeaus und von links | | von Frankfurt (Main) Hbf                                         | von Frankfurt (Main) Hbf                                         |
| Bahnhof | 48,949 | Eschhofen                                                        | Eschhofen                                                        |
| Kreuzung geradeaus unten | 50,300 | Schnellfahrstrecke Köln–Rhein/Main                               | Schnellfahrstrecke Köln–Rhein/Main                               |
| Bahnhof | 52,210 | Limburg (Lahn)                                                   | Limburg (Lahn)                                                   |
| Grenze | | Landesgrenze Rheinland-Pfalz–Hessen                              | Landesgrenze Rheinland-Pfalz–Hessen                              |
| Grenze | | Landesgrenze Hessen–Rheinland-Pfalz                              | Landesgrenze Hessen–Rheinland-Pfalz                              |
| Grenze | | Landesgrenze Rheinland-Pfalz–Hessen                              | Landesgrenze Rheinland-Pfalz–Hessen                              |
| Abzweig geradeaus und nach rechts | | nach Altenkirchen (Westerw)                                      | nach Altenkirchen (Westerw)                                      |
| Tunnel | 55,121 | Freiendiezer Tunnel (65 m)                                       | Freiendiezer Tunnel (65 m)                                       |
| Abzweig geradeaus und ehemals von links | | von Wiesbaden                                                    | von Wiesbaden                                                    |
| Bahnhof | 55,774 | Diez                                                             | Diez                                                             |
| Tunnel | 56,325 | Diezer Tunnel (107 m)                                            | Diezer Tunnel (107 m)                                            |
| Tunnel | 57,453 | Fachinger Tunnel (424 m)                                         | Fachinger Tunnel (424 m)                                         |
| Haltepunkt / Haltestelle | 58,039 | Fachingen (Lahn)                                                 | Fachingen (Lahn)                                                 |
| Brücke über Wasserlauf | 58,200 | Lahn                                                             | Lahn                                                             |
| Tunnel | 59,861 | Kehrberg-Tunnel (261 m)                                          | Kehrberg-Tunnel (261 m)                                          |
| Tunnel | 60,196 | Daubach-Tunnel (193 m)                                           | Daubach-Tunnel (193 m)                                           |
| Brücke über Wasserlauf | 60,600 | Lahn                                                             | Lahn                                                             |
| Bahnhof | 61,397 | Balduinstein                                                     | Balduinstein                                                     |
| Tunnel | 62,623 | Cramberger Tunnel (732 m)                                        | Cramberger Tunnel (732 m)                                        |
| ehemaliger Haltepunkt / Haltestelle | 65,200 | Rupbach                                                          | Rupbach                                                          |
| Haltepunkt / Haltestelle | 67,276 | Laurenburg (Lahn)                                                | Laurenburg (Lahn)                                                |
| Tunnel | 67,746 | Laurenburger Tunnel (225 m)                                      | Laurenburger Tunnel (225 m)                                      |
| Tunnel | 72,254 | Kalkofener Tunnel (592 m)                                        | Kalkofener Tunnel (592 m)                                        |
| Haltepunkt / Haltestelle | 74,194 | Obernhof (Lahn)                                                  | Obernhof (Lahn)                                                  |
| Brücke über Wasserlauf | 74,400 | Lahn                                                             | Lahn                                                             |
| Tunnel | 74,486 | Obernhofer Tunnel (450 m)                                        | Obernhofer Tunnel (450 m)                                        |
| Brücke über Wasserlauf | 74,900 | Gelbach                                                          | Gelbach                                                          |
| Tunnel | 75,105 | Langenauer Tunnel (234 m)                                        | Langenauer Tunnel (234 m)                                        |
| Tunnel | 76,141 | Hollricher Tunnel (321 m)                                        | Hollricher Tunnel (321 m)                                        |
| Bahnhof | 78,561 | Nassau (Lahn)                                                    | Nassau (Lahn)                                                    |
| Brücke über Wasserlauf | 79,316 | Lahn (156 m)                                                     | Lahn (156 m)                                                     |
| Haltepunkt / Haltestelle | 82,778 | Dausenau                                                         | Dausenau                                                         |
| Bahnhof | 86,444 | Bad Ems                                                          | Bad Ems                                                          |
| Haltepunkt / Haltestelle | 88,196 | Bad Ems West                                                     | Bad Ems West                                                     |
| Haltepunkt / Haltestelle | 90,080 | Nievern                                                          | Nievern                                                          |
| | |                                                                  |                                                                  |
| Haltepunkt / Haltestelle | 93,883 | Friedrichssegen (ehem. Anschluss an Schmalspur-Zahnradbahn)      | Friedrichssegen (ehem. Anschluss an Schmalspur-Zahnradbahn)      |
| | |                                                                  |                                                                  |
| ehemalige Blockstelle | 96,700 | Hohenrhein (Abzw)                                                | Hohenrhein (Abzw)                                                |
| Abzweig geradeaus und ehemals nach links | | nach Oberlahnstein                                               | nach Oberlahnstein                                               |
| Brücke über Wasserlauf | 97,125 | Lahn (150 m)                                                     | Lahn (150 m)                                                     |
| Abzweig geradeaus und von links | | von Wiesbaden                                                    | von Wiesbaden                                                    |
| Bahnhof | 99,172 | Niederlahnstein                                                  | Niederlahnstein                                                  |
| Abzweig geradeaus und nach links | | nach Köln-Deutz                                                  | nach Köln-Deutz                                                  |
| Abzweig geradeaus und von rechts | | von Koblenz-Pfaffendorf                                          | von Koblenz-Pfaffendorf                                          |
| Blockstelle | 101,162 | Koblenz Horchheimer Brücke                                       | Koblenz Horchheimer Brücke                                       |
| Kreuzung Anfang Hochstrecke | | Rechte Rheinstrecke                                              | Rechte Rheinstrecke                                              |
| Strecke unter Wasserlauf Ende Hochstrecke | 101,120 | Horchheimer Eisenbahnbrücke (Rhein; 392 m)                       | Horchheimer Eisenbahnbrücke (Rhein; 392 m)                       |
| Strecke von links und von halblinks | | von Mainz                                                        | von Mainz                                                        |
| Bahnhof | 103,741 | Koblenz Hbf                                                      | Koblenz Hbf                                                      |
| Strecke nach rechts und nach rechts | | nach Köln und Neuwied                                            | nach Köln und Neuwied                                            |
| | | nach Trier                                                       |                                                                  |
| | |                                                                  |                                                                  |
| Quellen: | |                                                                  |                                                                  |

Die Lahntalbahn, historisch auch Lahnbahn genannt, ist eine Hauptbahn, die von Wetzlar nach Koblenz führt und während des Deutschen Kaiserreichs Teil der Kanonenbahn war.

## Streckenbeschreibung

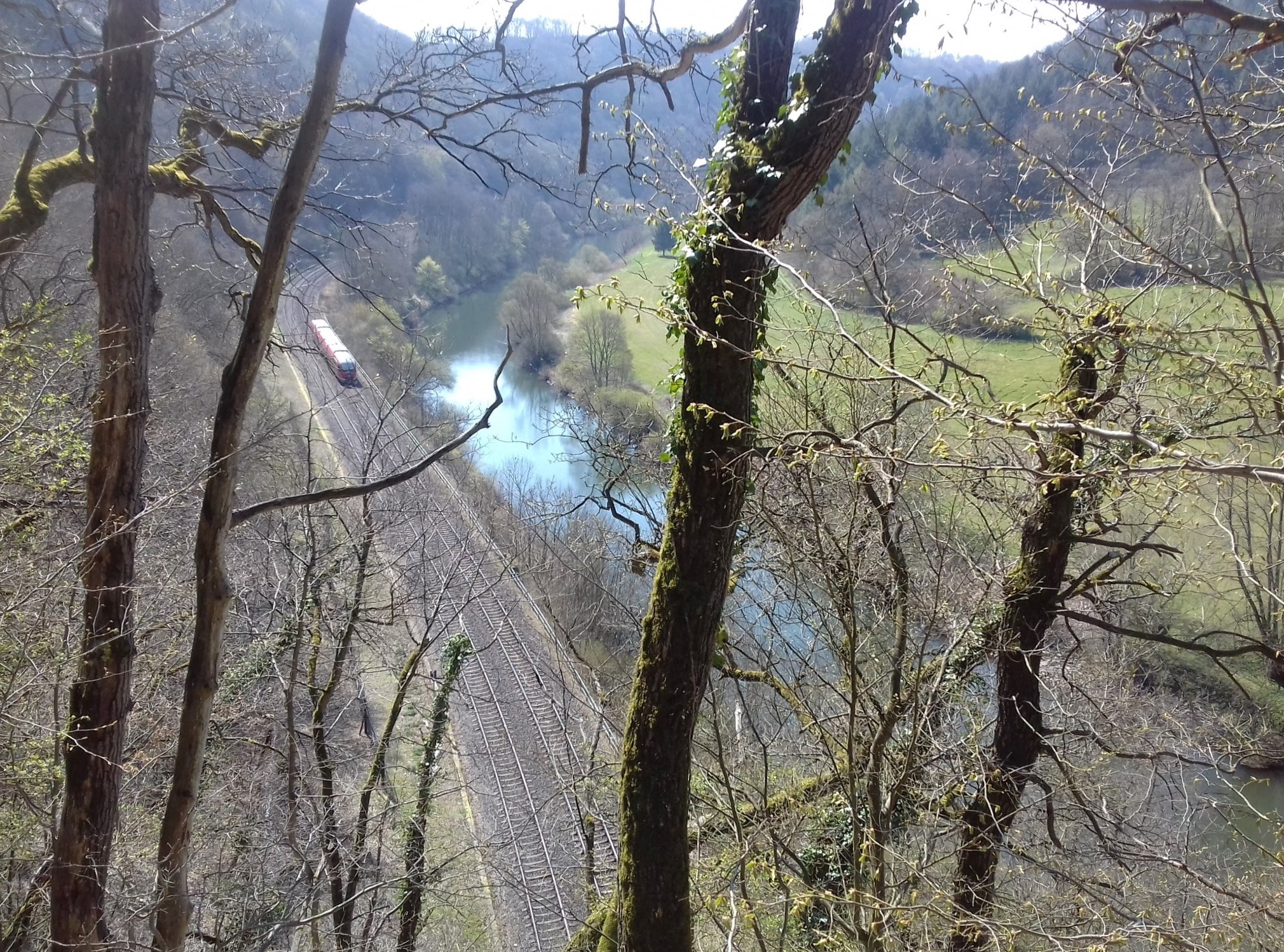
Bahnstrecke im engen Lahntal westlich des Cramberger Tunnels (April 2020)

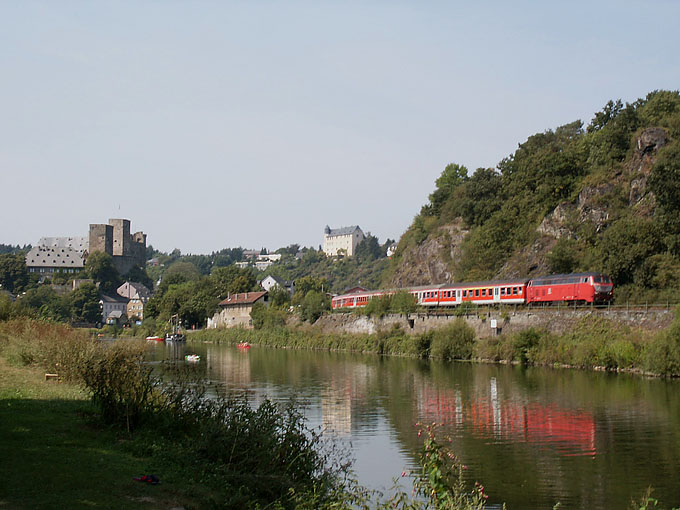
Regionalbahn in Runkel (August 2003)

Die Lahntalbahn schmiegt sich großteils dem mäandernden Verlauf der Lahn an, nur wenige Meter über dem Wasserspiegel des Flusses, und ist deshalb von zahlreichen Brücken und Tunneln geprägt. Sie ist landschaftlich sehr reizvoll. Da die Strecke bis 2015 nie grundlegend modernisiert wurde, waren an ihr noch zahlreiche Kunstbauten, Formsignale und begleitende Telegrafenleitungen erhalten. In ihrem hessischen Abschnitt ist die Strecke ein Kulturdenkmal nach dem Hessischen Denkmalschutzgesetz, auf der rheinland-pfälzischen Seite wurde die Signaltechnik 2015 modernisiert. Die Strecke wird von der Deutschen Bahn AG als Kursbuchstrecke 625 bedient und unter der Streckennummer 3710 geführt.

## Geschichte

### Herzogtum Nassau

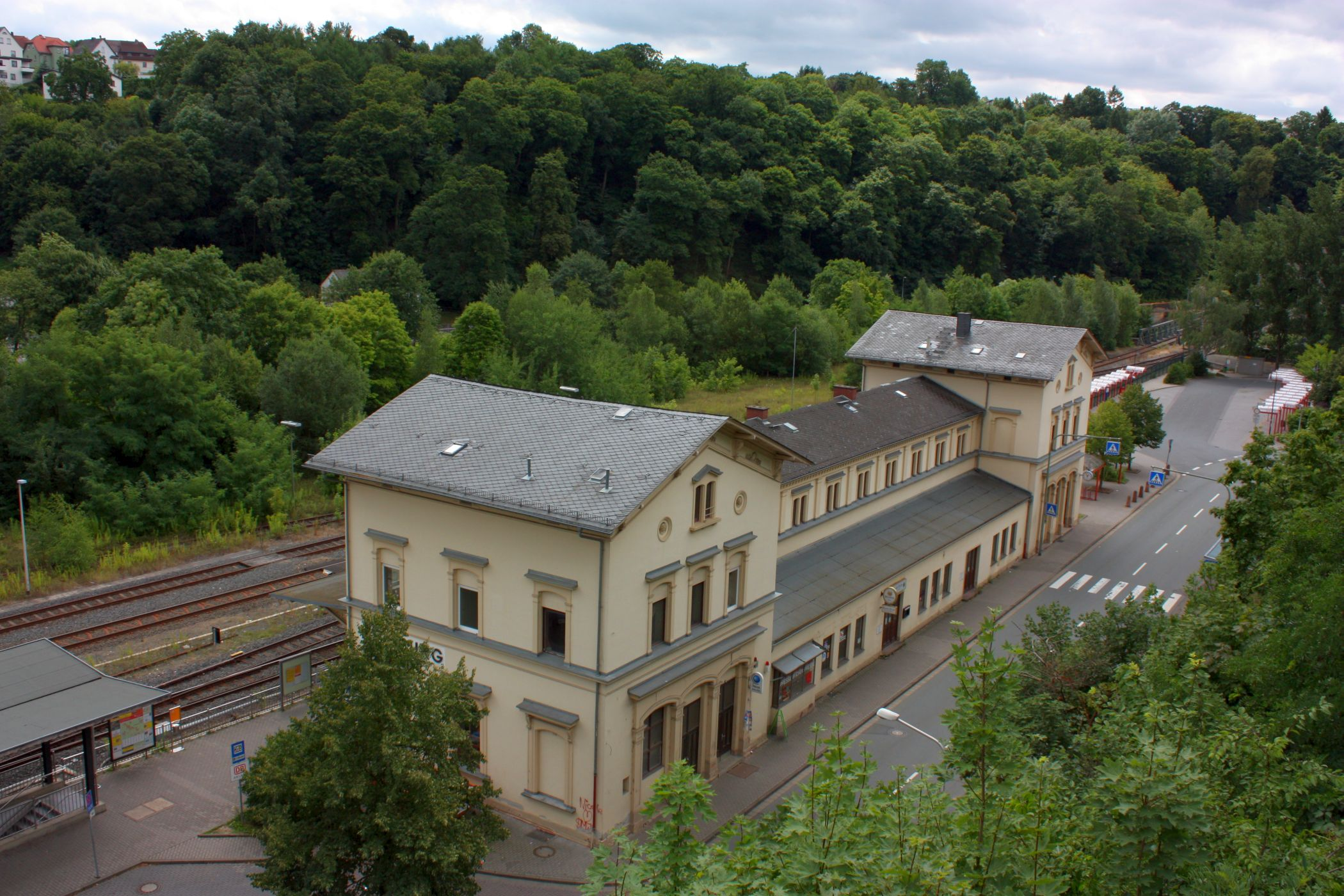
Empfangsgebäude des Bahnhofs Weilburg, ein Typenbau von Heinrich Velde

Nachdem im Jahr 1840 die Taunus-Eisenbahn zwischen Frankfurt am Main und Wiesbaden den Betrieb aufgenommen hatte, entstand das Interesse, auch andere Landesteile des Herzogtums Nassau mit der Eisenbahn zu erschließen. Bereits 1845 gab es eine erste Initiative Frankfurter Bankhäuser. Die nassauische Regierung lehnte das Projekt zunächst jedoch ab, da das Land seit 1844 massiv in den Ausbau der Lahn als Wasserstraße investierte.
Als nächster Interessent meldete sich 1849 der belgische Eisenbahningenieur Frans Splingard, 1850 auch eine Konzession für die Vorarbeiten des Bahnbaus erhielt. Die Prospektion für den Trassenverlauf nahm aber nicht Splingard vor, sondern ein Ingenieur Hufnagel aus Kassel. Die Konzession wurde dann von einem belgischen Kaufmann beantragt, hinter dem eine Londoner Bank stand, die auch eine Aktiengesellschaft gründete, um das Projekt durchzuführen. Letztendlich scheiterten die über nahezu zwei Jahre geführten Verhandlungen aber an finanziellen Fragen und der deutschen Kleinstaaterei, weil die Trasse in ihrem östlichen Abschnitt auf preußischem und großherzoglich hessischem Staatsgebiet verlaufen musste.
Am 27. Januar 1850 gründete sich in Weilburg ein Eisenbahn-Komitee, das verschiedene örtliche Initiativen entlang der Lahn zusammenfasste, ohne aber eine eigene Eisenbahngesellschaft zu gründen. Weitere Anträge auf Konzessionen wurden abgelehnt, denn die nassauische Regierung verhandelte inzwischen über das Vorhaben mit der Nassauischen Rhein-Eisenbahn-Gesellschaft, die für Bau und Betrieb der Nassauischen Rheinbahn gegründet worden war und deren Strecke nach Niederlahnstein führte. Diese erhielt auch zum 24. August 1855 eine erste Konzession und benannte sich in Nassauische Rhein- und Lahn-Eisenbahn-Gesellschaft um. Die endgültige Konzession folgte am 31. März 1857.

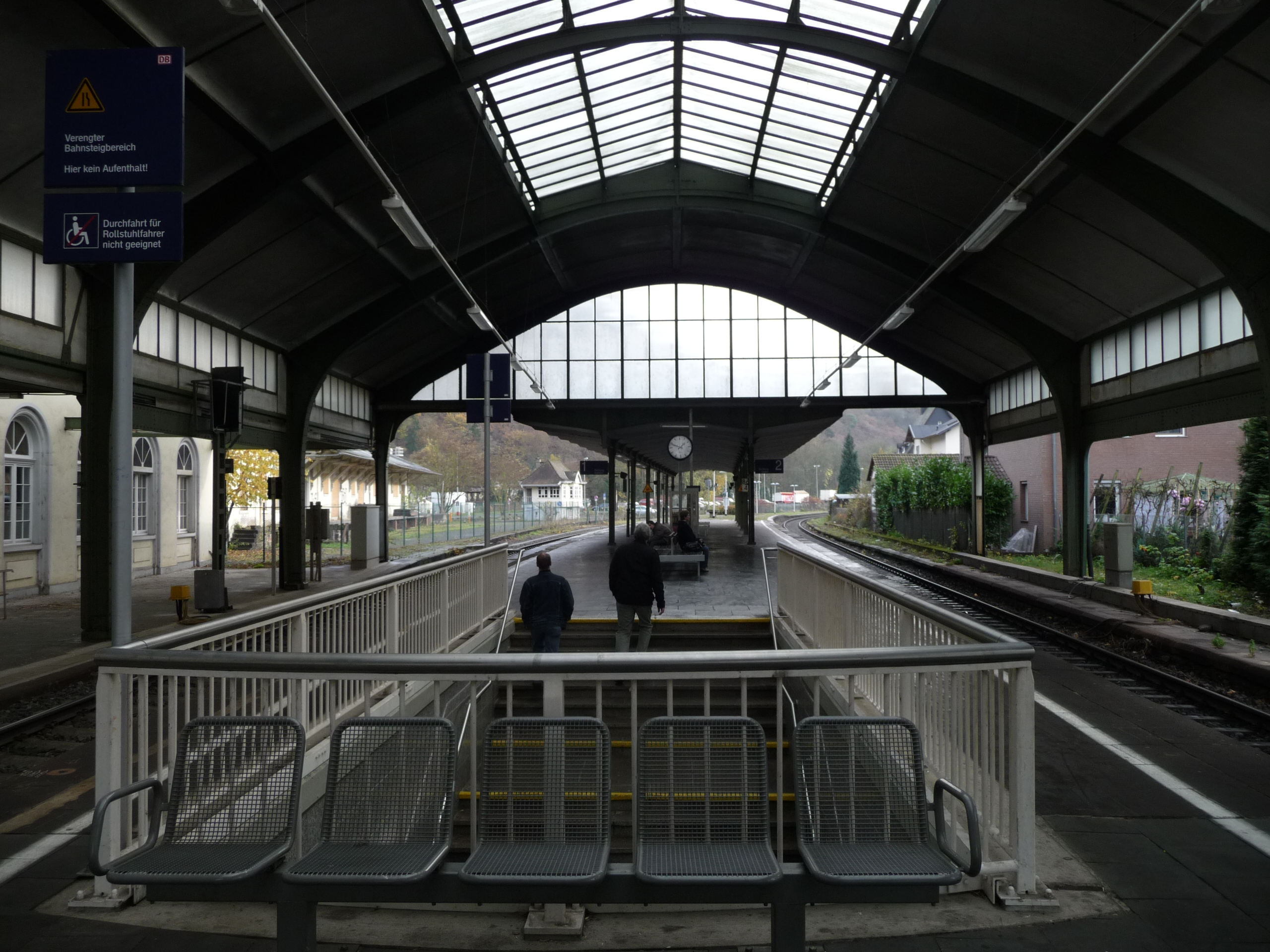
Bahnhofshalle von Bad Ems

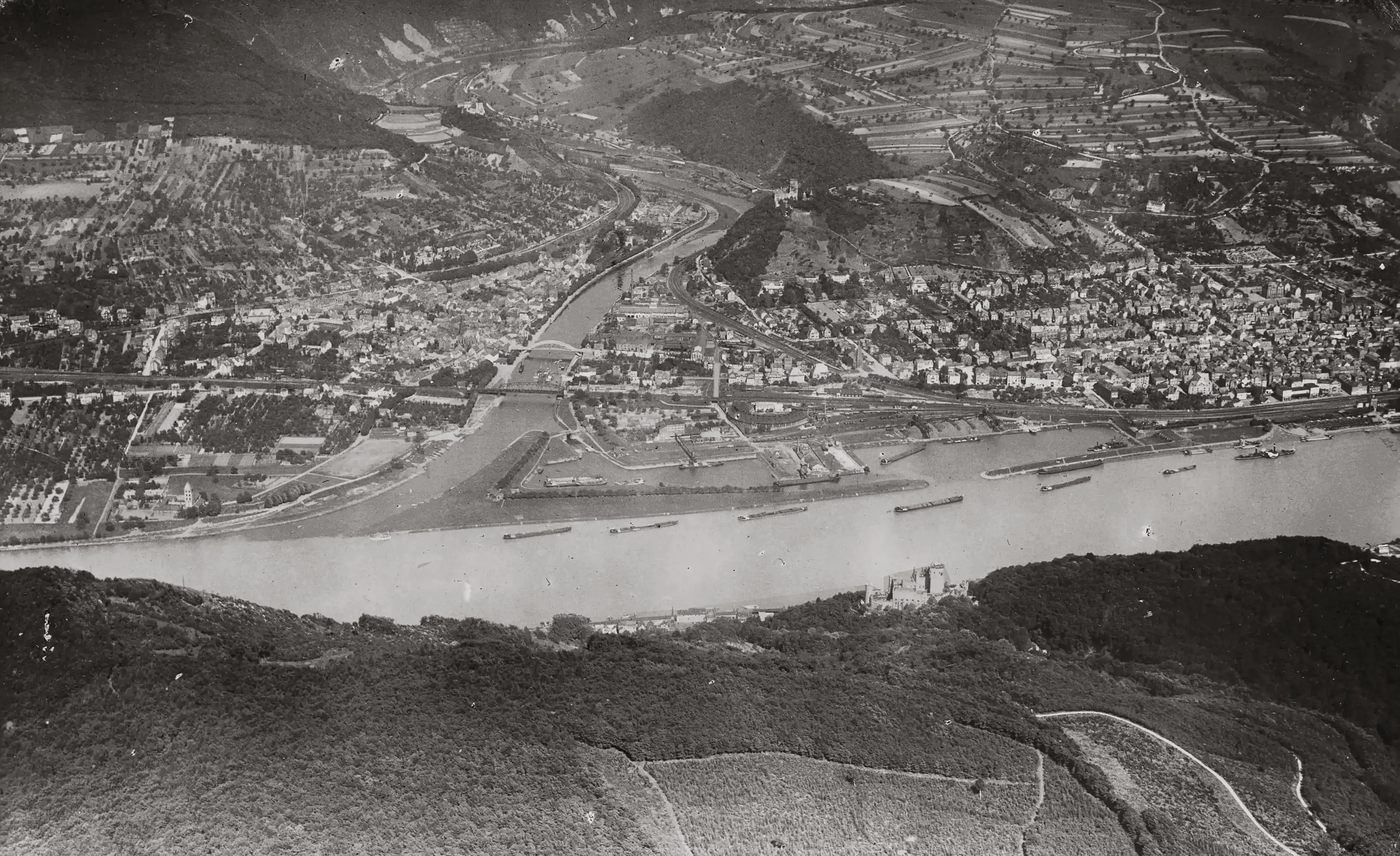
Die Anbindung an Ober- und Niederlahnstein.

Ein erster Streckenabschnitt der Bahn von Oberlahnstein bis Bad Ems wurde am 1. Juli 1858 eröffnet, jedoch kurz darauf durch einen Erdrutsch verschüttet. Da der Nassauischen Rhein- und Lahn-Eisenbahn-Gesellschaft offensichtlich der Wille und das erforderliche Kapital für den zügigen Bau der Strecken fehlte, zog das Herzogtum Nassau am 14. Oktober 1858 die Konzession zurück, verstaatlichte die Bahn, baute und betrieb die Strecke im Rahmen der Nassauischen Staatsbahn. Die Strecke, wie sie heute existiert, wurde im Wesentlichen von dem Eisenbahningenieur Moritz Hilf konzipiert, ab 1860 abschnittsweise eröffnet und war am 10. Januar 1863 fertiggestellt. Allein die addierte Gesamtlänge der Tunnel beträgt knapp sechs Kilometer.
Für die Hochbauten, die Empfangsgebäude, Bahnwärterhäuschen und Tunnelportale war der Architekt und Königliche Eisenbahn- und Betriebsinspektor Heinrich Velde verantwortlich. Nach seinem Entwurf entstanden entlang der Lahntalbahn zahlreiche typisierte Bahnhofsgebäude.

### Preußen

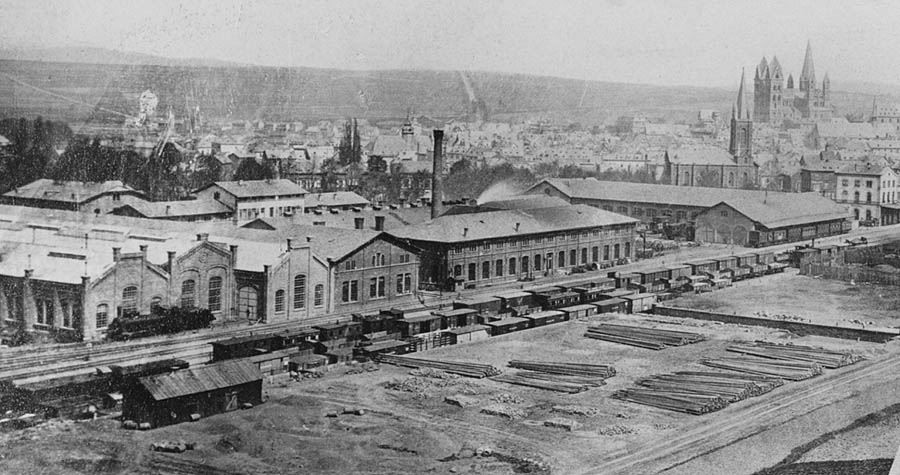
Bahnhof Limburg 1880 – das Empfangsgebäude steht am rechten Bildrand.

Mit dem Untergang des Herzogtums Nassau als eigenständigem Staat im Preußisch-Österreichischen Krieg 1866 wurde die Strecke Bestandteil der Preußischen Staatseisenbahnen. Kurz zuvor schon entstand eine direkte Verbindung von Oberlahnstein nach Koblenz durch die Rheinische Eisenbahn-Gesellschaft, wozu eine Lahnbrücke und die Pfaffendorfer Brücke über den Rhein errichtet wurde.
Die Lahntalbahn von Wetzlar bis Koblenz wurde im Deutschen Kaiserreich nach 1871 in Verlängerung der Berlin-Wetzlarer Bahn Teil der so genannten Kanonenbahn, einer militärstrategischen Bahn von Berlin nach Metz über Wetzlar, Koblenz und Trier. Im Rahmen des damit verbundenen Streckenausbaus wurde zwischen 1875 und 1880 auch das zweite Gleis verlegt.

### Nach dem Zweiten Weltkrieg

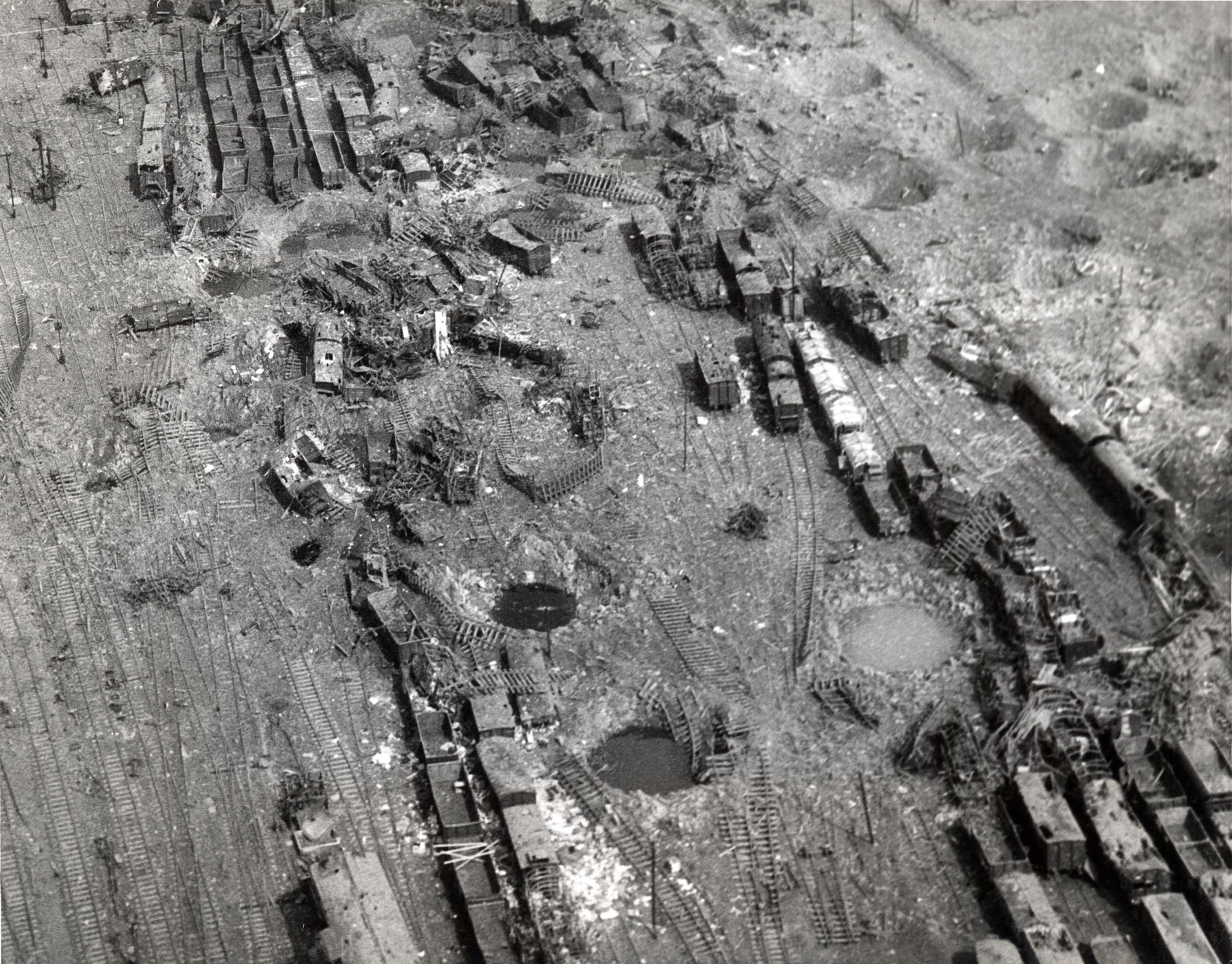
Bahnhof Limburg nach einem Bombenangriff am 23. Dezember 1944

Die Infrastruktur der Strecke wurde im Zweiten Weltkrieg so schwer beschädigt, dass jahrelang durchgehender Verkehr nicht möglich war. Die Reparaturen zielten zunächst darauf ab, in den beschädigten Abschnitten zumindest wieder eingleisigen Betrieb zu ermöglichen – ein Provisorium, das zum Teil bis heute anhält. So sind nach wie vor die Abschnitte Niederlahnstein–Hohenrhein, Dausenau–Nassau und Fachingen–Balduinstein nur eingleisig. An den Tunneln sowie den Widerlagern und Pfeilern der Lahnbrücken ist die Lage des zweiten Gleises auch heute baulich noch zu erkennen.
Die Französische Besatzungsmacht ordnete nach dem Zweiten Weltkrieg alle Bahnstrecken im nördlichen Teil ihrer Besatzungszone der Eisenbahndirektion Mainz zu, so auch die Lahntalbahn zwischen Diez und Lahnstein.
Zunächst konnten Züge aus Richtung Lahnstein nur bis Dausenau verkehren, da die anschließende Lahnbrücke beschädigt war. Die Reparatur war erst 1947/1948 möglich, und der Verkehr zwischen Dausenau und Nassau konnte zum 1. Februar 1948 aufgenommen werden. Zum 16. Februar 1948 konnten Züge bis Obernhof weiterfahren, das dazu als „Hilfsbetriebsstelle“ eingestuft wurde – ein provisorischer Bahnhof, in dem Personen-, Gepäck- und Expressgutverkehr möglich war. Zum 1. Juli 1948 war auch die Eisenbahnbrücke bei Obernhof wieder hergestellt, was nun durchgehenden Zugverkehr bis zum Bahnhof Balduinstein ermöglichte.

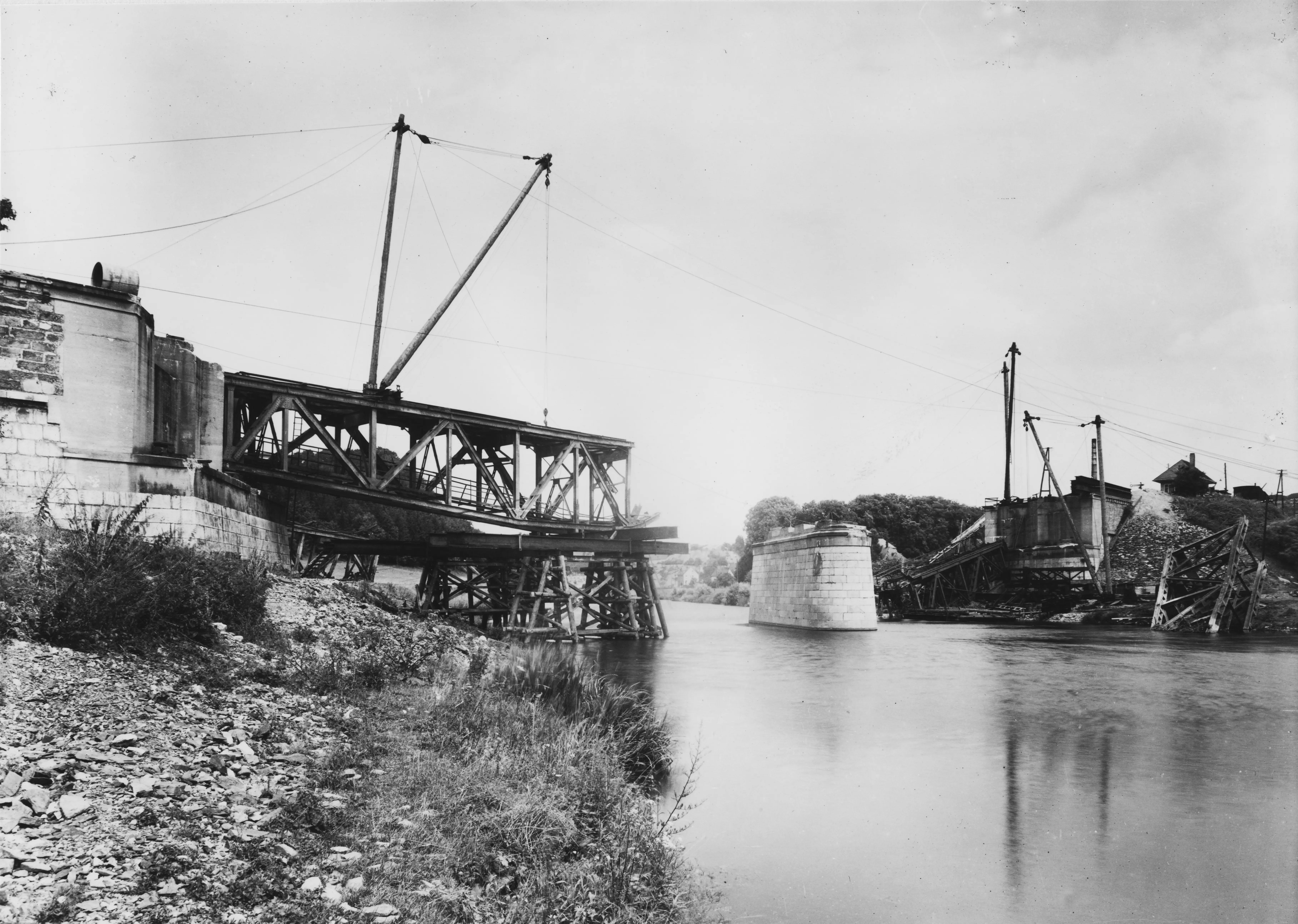
Lahnbrücke Fachingen 1945 zerstört

In der Gegenrichtung war die Strecke von Diez zunächst nur bis Fachingen befahrbar, da die folgende Lahnbrücke schwer beschädigt war. Auch diese Brücke konnte erst 1948 repariert werden. Anschließend konnten Züge bis zu einer vor der nächsten – ebenfalls beschädigten – Lahnbrücke bei Streckenkilometer 60,5 zwischen Fachingen und Balduinstein eingerichteten „Hilfsbetriebsstelle Balduinstein“ verkehren. Nach dem 1. Juli 1948 war diese Lücke zwischen dem Bahnhof Balduinstein und der „Hilfsbetriebsstelle Balduinstein“ die letzte auf der Strecke. Die Beseitigung dieses Verkehrshindernisses wurde folgendermaßen angekündigt: Am 21. September 1948 um 14 Uhr wird die Eisenbahnbrücke bei Balduinstein wieder in Betrieb genommen. Damit ist die letzte Streckenunterbrechung auf der Lahnstrecke beseitigt. Das aber war verfrüht: Erst am 3. Oktober 1948 konnte der Betrieb – mit dem Fahrplanwechsel – wieder durchgehend aufgenommen werden. Als letzte Reparatur größerer Kriegsschäden an der Strecke wurde zum 1. August 1949 die Lahnbrücke zwischen Niederlahnstein und der Abzweigstelle Hohenrhein – zunächst eingleisig – wieder in Betrieb genommen. Damit entfiel das „Kopfmachen“ der Züge in Oberlahnstein, die zwischen der Lahnstrecke und Koblenz verkehrten. Die in der Folge nur noch durch Güterzüge befahrene Verbindungskurve zwischen dem Bahnhof Oberlahnstein und der Abzweigstelle Hohenrhein an der Lahntalbahn war bis 1966 eine Hauptbahn und wurde dann zum 25. September 1966 in eine Nebenbahn umgewandelt.

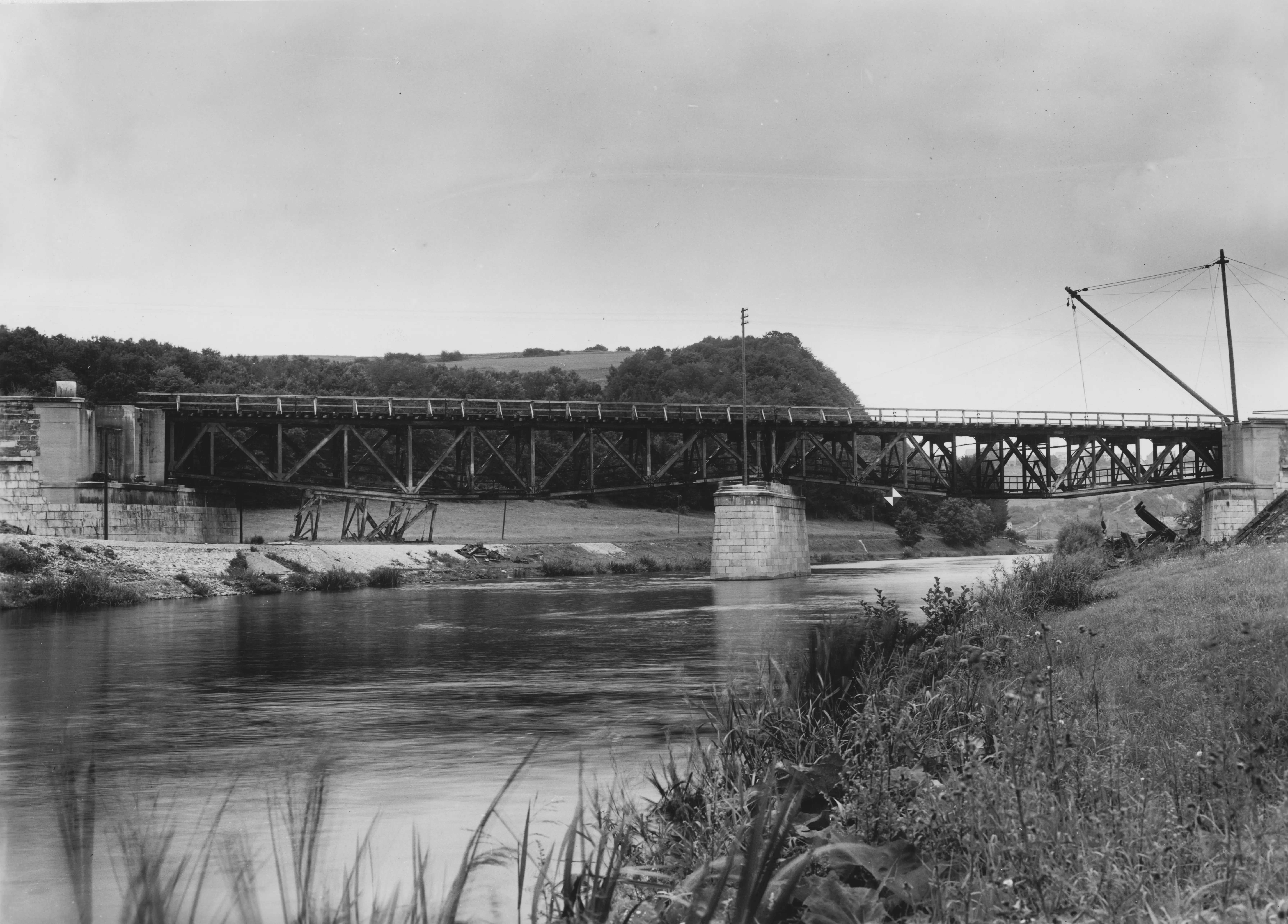
Brücke bei Fachingen bei Wiederherstellung

1967 wurde der Bahnhof Nievern in einen Haltepunkt umgewandelt, 1969 die Bahnmeisterei Diez aufgegeben.
Mit der schrittweisen Auflösung der Bundesbahndirektion Mainz in den Jahren 1971/72 fiel die Zuständigkeit für den Abschnitt zwischen Diez bis kurz hinter Friedrichssegen zum 1. April 1971 an die Bundesbahndirektion Frankfurt/M.

### 21. Jahrhundert
Vor dem Hessentag 2005 in Weilburg wurde der Mittelbahnsteig des Bahnhofs Weilburg erneuert und behindertengerecht umgebaut. Ein aus diesem Anlass errichteter Behelfsbahnsteig wurde anschließend wieder entfernt.
Im September 2010 wurde der Bahnhof Leun/Braunfels vom Bahnhof zum Haltepunkt herabgestuft, der Mittelbahnsteig entfernt und ein zusätzlicher Seitenbahnsteig mit Fußgängerüberführung neu errichtet. Dadurch wurde die personelle Besetzung des Haltepunktes eingespart. Gleichzeitig wurde an den Stationen Solms, Leun/Braunfels und Stockhausen (Lahn) die Bahnsteigbeleuchtung erneuert.
Am 21. Februar 2010 wurde in Limburg der Verein Arbeitsgemeinschaft Mechanische Stellwerke e. V. gegründet, um den Abriss des historischen und schützenswerten Stellwerks „Bo“ zu verhindern. Die Arbeitsgemeinschaft hat sich zum Ziel gesetzt, das Stellwerk zu sanieren und es längerfristig als Denkmal der Eisenbahngeschichte im Lahntal für die Nachwelt zu erhalten. Das Stellwerk befindet sich an der nördlichen Ausfahrt des Bahnhofs Balduinstein kurz vor der Lahnbrücke. Es wurde 1913 eingeweiht und ging zum 1. September 2003 außer Betrieb. Während der aktiven Zeit war das Stellwerk ständig durch einen Weichenwärter besetzt. 1929 wurde ein mechanisches Stellwerk der Bauart Bruchsal J eingebaut. Später wurde zur Bedienung der elektrischen Weichen ein Drucktastenstellwerk Dr S2 von Siemens nachgerüstet. Von der Außerbetriebnahme des Stellwerks Bo bis zur Modernisierung 2015 steuerte der Fahrdienstleiter im Empfangsgebäude (Bf) sämtliche Weichen und Signale des Bahnhofs.
Wegen neuer Sicherheitsbestimmungen ist bei vielen Tunnels eine Aufweitung des Querschnitts erforderlich, um Rettungswege neben den Gleisen anlegen zu können. In den Jahren 2011 und 2012 wurden deshalb zunächst der Hollricher und der Langenauer Tunnel unter eingleisiger Betriebsführung aufgeweitet. Die Arbeiten fanden mit einem eigens entwickelten Tunnelvortriebsportal unter laufendem Betrieb statt, wobei die Gleise in den Tunnels mittig verschwenkt wurden.
Im Jahr 2015 wurde die Signaltechnik auf der rheinland-pfälzischen Seite (Abschnitt Diez–Niederlahnstein) umfassend modernisiert, die alten mechanischen und Relaisstellwerke außer Betrieb genommen und einschließlich Signalen und Bahnübergängen zum 24. August 2015 durch zwei neue Elektronische Stellwerke (ESTW) am Bahnhof Diez und am Haltepunkt Nievern zwecks Reisendensicherung am höhengleichen Zwischenbahnsteig ersetzt. Gleichzeitig wurden die häufig noch niedrigen Bahnsteige durch neu angelegte in der üblichen Höhe von 55 Zentimeter abgelöst. In den Jahren 2018/2019 fanden nochmals umfangreiche Arbeiten an der unteren Lahn statt, um den letzten Schrankenwärterposten in Miellen und den Fahrdienstleiter am Haltepunkt Nievern einsparen zu können und fortan den gesamten rheinland-pfälzischen Teil der Lahntalbahn zwischen Diez und Niederlahnstein vom ESTW in Diez aus steuern zu können.

## Gegenwart

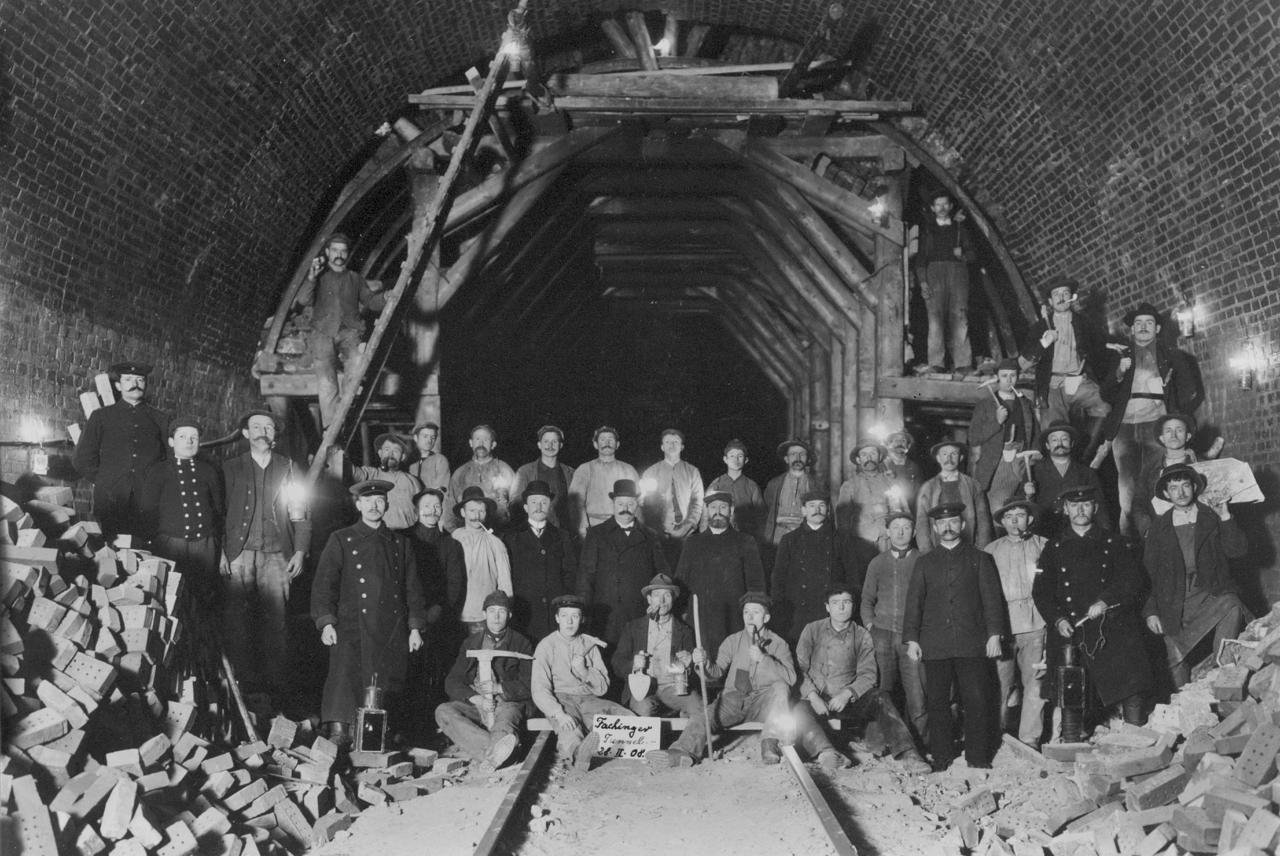
Arbeiter am Fachinger Tunnel 1908

Die in die Jahre gekommenen Fachinger Tunnel und Cramberger Tunnel entsprechen nicht mehr den modernen Anforderungen des Eisenbahnbetriebs. Um auch künftig einen störungsfreien Betrieb zu ermöglichen, ist geplant, verschiedene Eisenbahntunnel an der Strecke ab 2023 zu erneuern.

## Planungen

### Nicht verwirklichte Ausbauten

#### Elektrifizierung

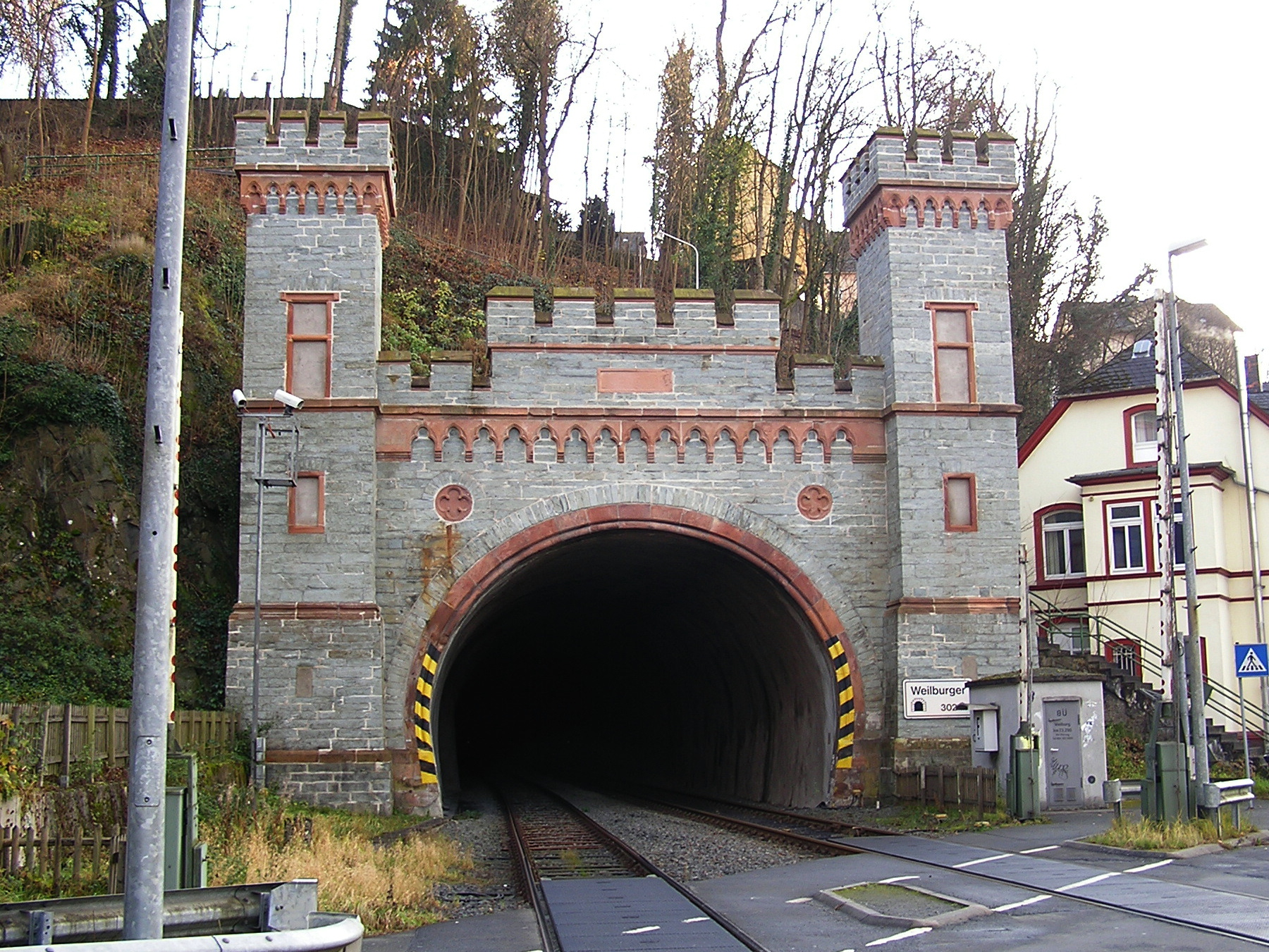
Das Nordportal des Weilburger Tunnels

Die kurvenreiche Strecke ist für höhere Geschwindigkeiten ungeeignet. Die Lahntalstrecke ist als eine der wenigen Hauptstrecken in Deutschland größtenteils nicht elektrifiziert, Ausnahme ist der kurze Abschnitt Eschhofen–Limburg (Lahn), Teil der elektrifizierten Main-Lahn-Bahn Frankfurt Hbf–Limburg. Da viele der 18 Tunnel und mehrere überführende Brücken zu niedrig sind, wäre eine – in den 1970er Jahren geplante – Elektrifizierung sehr kostspielig geworden. Das zu geringe Lichtraumprofil der Tunnel verhindert zudem auch den Einsatz von Doppelstockwagen.
Im Jahr 1990 wurde zwischen dem Land Rheinland-Pfalz und dem Bund im Zusammenhang mit der geplanten Neubaustrecke Köln – Rhein/Main die Finanzierung einer Elektrifizierung der Lahntalbahn durch den Bund vereinbart. Ebenso sollten hier Fahrzeuge mit Neigetechnik zum Einsatz kommen. Da sich die Deutsche Bahn nicht in der Lage sah, die Neigetechnikfahrzeuge zu finanzieren, wurde die Vereinbarung später aufgekündigt und stattdessen unter anderem die Finanzierung von acht Neigetechnik-Fahrzeugen durch den Bund vereinbart.
In einem 2005 vorgestellten Konzept des Regionalmanagementvereins MitteHessen wurde der Vorschlag unterbreitet, eine Elektrifizierung mit Induktionsschiene durchzuführen und die Lahntalbahn zum Erprobungsträger für dieses System zu machen. Es böte insofern den Vorteil, dass keiner der zahlreichen Bahnübergänge durch Über- oder Unterführungen ersetzt werden müsste. Andererseits wäre ein solcher Inselbetrieb nicht sehr wirtschaftlich.

#### Verbindung zur Schnellfahrstrecke Köln–Frankfurt
Die in den 1970er Jahren geplante Neubaustrecke Köln–Groß-Gerau sollte in ihrer rechtsrheinischen Trassenvariante zwischen Limburg und Diez über einen Turmbahnhof mit der Lahntalbahn verknüpft werden. Auch während der Planungen für die Schnellfahrstrecke Köln–Frankfurt gab es Überlegungen, diese mit der Lahntalbahn zwischen den Bahnhöfen Limburg (Lahn) und Eschhofen durch einen gemeinsamen Turmbahnhof zu verknüpfen, was an den Kosten scheiterte.

##### Geplante Haltepunkte
Geplant war längere Zeit ein Haltepunkt in Höhe der Ortslage von Biskirchen. Laut aufgestellten Regionalplan Mittelhessen wird dies nicht weiter verfolgt. Jedoch ist aktuell ein Haltepunkt in Höhe der Ortschaft Kirschhofen vorgesehen, ob und wann dieser tatsächlich gebaut wird ist unklar.

### Künftige Entwicklung
Die Bahnhöfe Albshausen und Stockhausen sollen zukünftig durch ein Förderprogramm des Landes Hessen umfassend saniert werden.

## Personenverkehr

### Geschichte

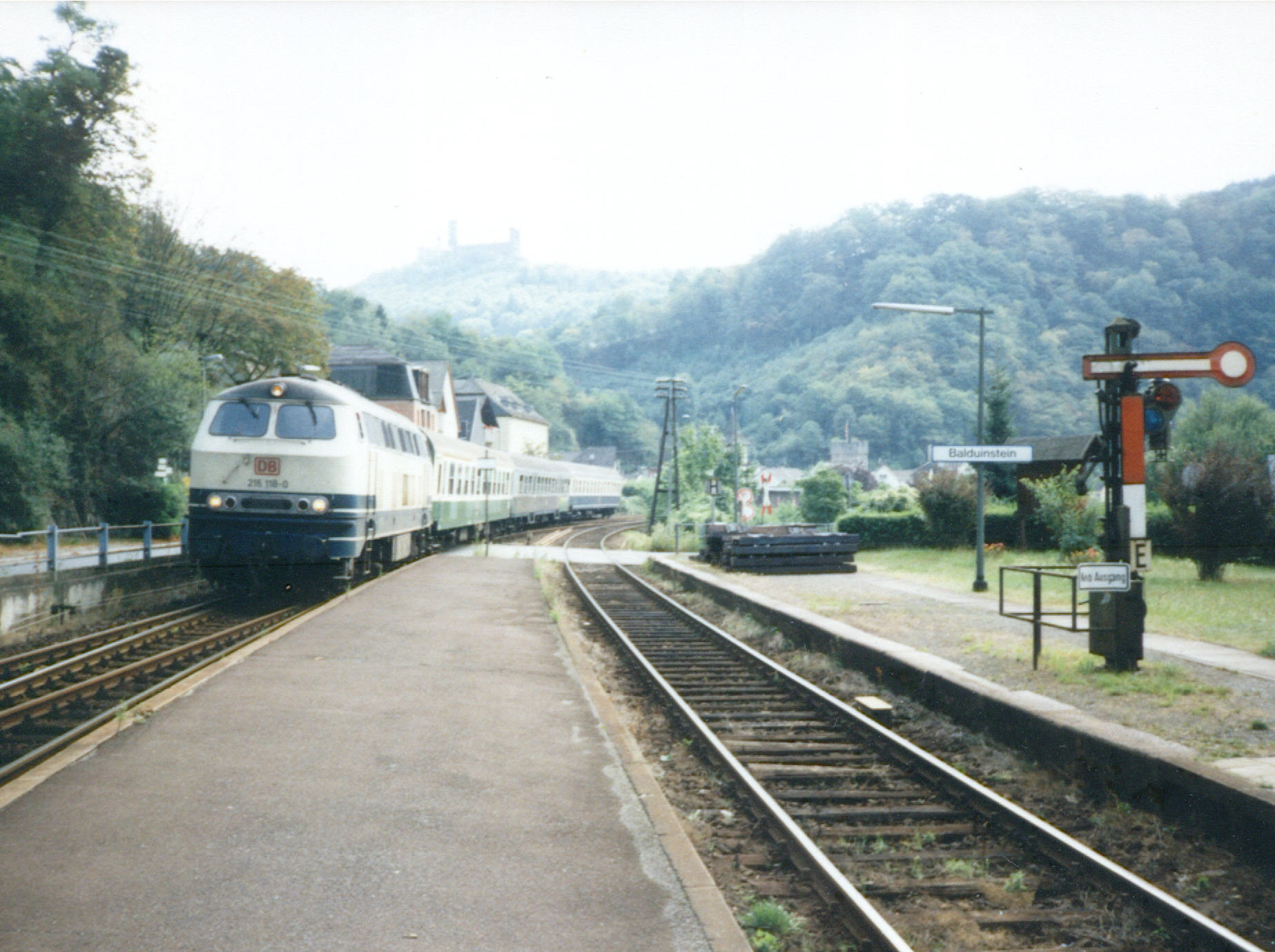
Regionalbahn nach Gießen im Bahnhof Balduinstein (August 1997)

Bis Ende der 1970er Jahre gab es Fernverkehr auf der Lahntalbahn, darunter ein Heckeneilzugpaar von Trier (zeitweise Luxemburg) nach Westerland (Sylt). Einige Fahrplanperioden lang wurde auch der Schnellzug Paris–Trier–Koblenz über die Lahntalbahn bis Gießen durchgebunden. Sehr beliebt bei Kurgästen war auch der Kurswagen Dortmund–Bad Ems, der in den Eilzug Koblenz–Limburg–Frankfurt eingestellt wurde. Die Eilzüge Koblenz–Gießen wurden mehrmals täglich über die Vogelsbergbahn bis Fulda verlängert. Eine Kuriosität war der Eilzug Frankfurt–Köln, der über die Weiltalbahn nur an Werktagen und nur in einer Richtung zwischen Weilburg und Limburg die Lahntalbahn befuhr.
Den Verkehr auf der Lahntalbahn teilten sich über viele Jahre lokbespannte Züge und Triebwagen bzw. Triebzüge. Lokbespannte Züge wurden hauptsächlich im Berufs- und Schülerverkehr eingesetzt und vorwiegend aus Umbauwagen bzw. Eilzugwagen der Bauart E 30 gebildet, die bis in die 1980er Jahre von Dieselloks der Baureihe 211, später teilweise auch der Baureihe 216 gezogen wurden. Silberling-Wagen waren vor 1990 nur vereinzelt anzutreffen.

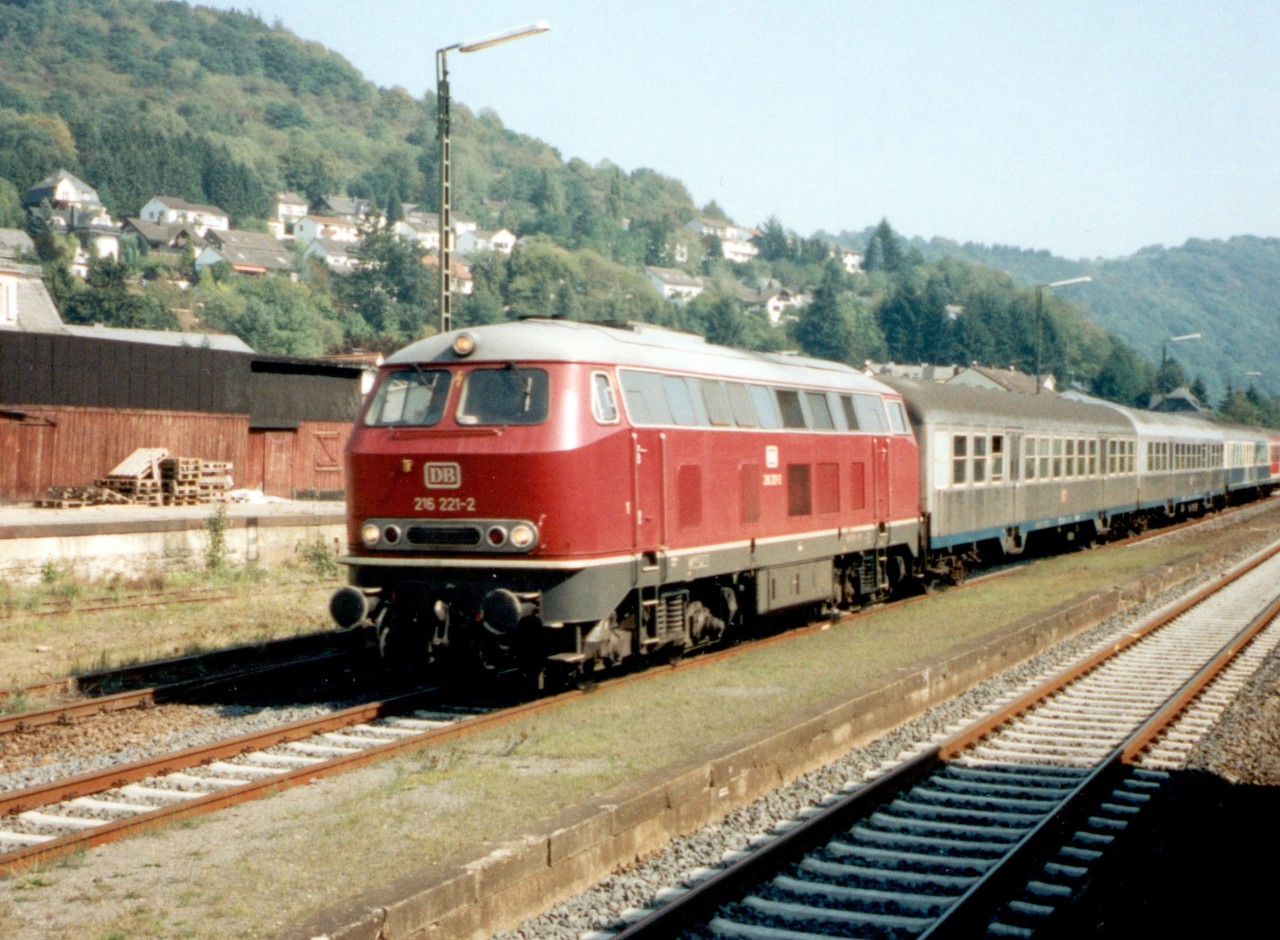
Regionalbahn nach Koblenz im Bahnhof Nassau (Lahn) (September 1998)

Die Schnellzüge und einige Eilzüge wurden mit Diesellokomotiven der Baureihe 220 bespannt und aus den üblichen DB-Schnellzugwagen gebildet. Ende der 1980er Jahre wurden damals fabrikneue Dieseltriebzüge der Baureihe 628 eingesetzt, welche nach und nach die Schienenbusse und auch viele lokbespannte Züge ersetzten. Letztere verkehrten aber weiterhin bis Dezember 2005, zunächst noch viele Jahre mit Lokomotiven der Baureihen 212 und 216, die ab 1998 schrittweise von der Baureihe 215 abgelöst wurden, welche ihrerseits wiederum im Dezember 2002 durch die Baureihe 218 abgelöst wurde. Die Züge wurden dabei zunächst hauptsächlich aus Schnellzugwagen, später immer mehr aus Silberlingen gebildet. Mit dem Einsatz der Baureihen 215 und 218 wurden die lokbespannten Züge endgültig auf Wendezugbetrieb umgestellt, welcher bis dahin im Lahntal nur sehr selten zum Einsatz gekommen war.
Außerhalb des Berufs- und Schülerverkehrs waren die Personenzüge überwiegend aus Triebwagen gebildet. Die Lahntalbahn war lange Zeit ein Schwerpunkt der Akkumulatortriebwagen der Baureihen ETA 176 „Limburger Zigarre“ und ETA 150, die in Limburg stationiert waren und in Zügen mit bis zu vier Einheiten verkehrten. Häufig eingesetzt wurden auch die Uerdinger Schienenbusse in verschiedenen Ausführungen. Die genannten Fahrzeuge wurden jedoch ab 1987 zügig durch fabrikneue Dieseltriebwagen der Baureihe 628 ersetzt, die auch einen Teil der lokomotivbespannten Züge verdrängten. Daran sollte sich bis Dezember 2004 nichts Wesentliches ändern.
Ein nur wenige Monate andauerndes Intermezzo blieb der Einsatz der mit Neigetechnik ausgerüsteten Baureihe 611 ab circa 1997 auf den durchgehenden Regional-Express-Verbindungen. Diese Triebzüge mussten wegen technischer Schwierigkeiten mehrfach aus dem Verkehr gezogen und überarbeitet werden. An ihre Stelle traten kurzfristig lokbespannte Züge, vor allem mit der Baureihe 216 – teils mit Loks an beiden Zugenden, um die kurzen Wendezeiten in den Endbahnhöfen einhalten und Verspätungen reduzieren zu können.
Bis zum Fahrplanwechsel 2006/2007 verkehrte täglich ein Triebwagen von Vectus als Regionalbahn auch zwischen Limburg und Gießen. Seit dem Fahrplanwechsel 2006/2007 gab es vereinzelte Leistungen von Vectus-Triebzügen zwischen Limburg und Gießen: von Montag bis Freitag abends zwei Regionalbahn-Zugpaare, zudem mehrere Züge am Wochenende. Diese Fahrten dienten der Überstellung der Vectus-Fahrzeuge zur in Gießen vorhandenen Waschanlage der DB Regio. Seit der Übernahme des Abschnittes Limburg–Gießen durch die HLB im Dezember 2011 gibt es diese Fahrten nicht mehr.
Ab dem Fahrplanwechsel 2008/2009 wurden in den durchgehenden Regional-Express-Zügen Triebwagen der Baureihe 612 mit aktiver Neigetechnik eingesetzt, wodurch sich die Fahrzeit zwischen Limburg und Gießen um etwa elf Minuten verkürzte. Von Ende Oktober 2009 bis Dezember 2010 war wegen Problemen am Antriebssystem der Neigetechnik diese allerdings wieder abgeschaltet worden, weshalb die Züge mit 10 bis 15 Minuten Verspätung verkehrten. Seit dem Fahrplanwechsel im Dezember 2010 verkehrten die Regional-Express-Züge wieder mit aktiver Neigetechnik.

### Gegenwart
Zum Fahrplanwechsel im Dezember 2006, verbunden mit Sparmaßnahmen im Regionalverkehr, gab es für die Bedienung der Strecke in Tagesrandlage erhebliche Einschnitte. Deshalb wurde ein Schienen-Ergänzungsverkehr mit Linienbussen (Linie 282) zwischen Limburg und Weilburg eingerichtet. Allerdings sind die Busse wesentlich länger als die Züge unterwegs. Auf dem östlichen Abschnitt zwischen Wetzlar und Weilburg verkehrte täglich (Montag bis Samstag) morgens ein Bus der Linie 125 von Weilburg nach Wetzlar, um so frühe Anschlüsse nach Gießen und Frankfurt zu ermöglichen. In der Gegenrichtung verkehrte ebenfalls täglich (Montag bis Samstag) abends ein Bus der Linie 125 von Wetzlar nach Weilburg bzw. samstags nach Stockhausen.
Seit dem 11. Dezember 2011 werden die RB-Leistungen (Fulda–Alsfeld–)Gießen–Limburg (RB 25) von der Hessischen Landesbahn (HLB) betrieben. Zum Einsatz kommen dabei Triebwagen vom Typ Alstom Coradia LINT 41 (Baureihe 648) und Siemens Desiro Classic (Baureihe 642, nur Verstärkerzüge Weilburg–Gießen–Grünberg). Außerdem halten die Züge der Lahntalbahn nun wieder im Bahnhof Dutenhofen, der zuvor ohne Halt durchfahren wurde. Die RB-Züge verkehren überwiegend im Stundentakt, vereinzelt auch halbstündlich.
Seit dem 15. Dezember 2014 werden die RB-Leistungen zwischen Limburg und Koblenz als RB 23 unter der Bezeichnung Lahn-Eifel-Bahn von DB Regio Südwest erbracht, wobei die Fahrten größtenteils über den Haltepunkt Koblenz Stadtmitte nach Andernach und Mayen verlängert wurden. Zum Einsatz kommen Triebwagen vom Typ Alstom Coradia LINT 27 (Baureihe 640) und LINT 41 (Baureihe 648), die vorher bei der Dreiländerbahn eingesetzt waren, sowie Bombardier Talent (Baureihe 643 (dieselmechanisch) und 644 (dieselelektrisch)), die auch als Lahntalexpress auf der RE-Linie 25 zwischen Koblenz und Gießen eingesetzt werden. Damit verschwanden die bis dahin für die RE-Leistungen eingesetzten Neigetechnik-Triebwagen der Baureihe 612 von der Lahntalbahn. Außerdem entfällt nun bei den RE-Zügen der Halt in Eschhofen. Die dieselelektrischen Talent-Triebzüge der Baureihe 644 werden erst seit Februar 2024 aufgrund des hohen Schadstandes der sonstigen Fahrzeuge zusätzlich eingesetzt, um die Kapazitätsprobleme etwas abzufangen. 
Die HLB übernahm alle anderen Leistungen der Vectus zum Fahrplanwechsel im Dezember 2014 (Los 2 der europaweiten Ausschreibung). Eingesetzt werden Stadler GTW 2/6 (Baureihe 646) sowie Alstom Coradia LINT 27 (Baureihe 640) und LINT 41 (Baureihe 648).
Seit dem 13. Dezember 2015 werden zusätzliche Verdichterzüge zwischen Koblenz und Bad Ems angeboten.
Seit dem 11. Dezember 2016 verkehren die Züge der Linie RB 25 (Limburg (Lahn) – Gießen) und die anschließende RB 35 (Gießen – Fulda) durchgehend als RB 45. Außerdem verkehrt nun auch wieder täglich eine späte RB 45 in beide Richtungen (Abfahrt jeweils kurz vor 23 Uhr, Ankunft jeweils kurz nach 0 Uhr), weshalb auch der Schienenergänzungsverkehr mit Bussen (Bus-Linien 125 und 282) ausgedünnt bzw. zeitlich verschoben wurde.
Seit dem Fahrplanwechsel 2018/2019 am 9. Dezember 2018 verkehren auf der RB 45 in den Nächten auf Samstag und Sonntag sowie an Feiertagen in beide Richtungen zusätzliche Spätzüge zwischen Limburg, Weilburg und Gießen bzw. Fulda und Gießen. Auch morgens verkehren nun zusätzliche Frühzüge (RB 45) bzw. Schienenergänzungsverkehr (Bus-Linie 125) zwischen Weilburg und Wetzlar bzw. Gießen. Außerdem wurde an Samstagen der bisher nur in der Sommersaison (1. Mai – 31. Oktober) durchgeführte Stundentakt der RB 45 auf das gesamte Jahr ausgeweitet, sodass nun ganzjährig von Montag bis Samstag ein Stundentakt auf der Lahntalbahn angeboten wird.
Zum Fahrplanwechsel am 15. Dezember 2019 erfolgte die Einführung des ganzjährigen Stundentakts auch an Sonn- und Feiertagen, womit dieser nun täglich angeboten wird.
Mit dem Fahrplanwechsel am 12. Dezember 2021 wurde als Zubringer zur ebenfalls neuen IC-Linie 34 (Frankfurt – Münster bzw. Dortmund) in Wetzlar die neue Linie RE 24 eingeführt, da die Züge der IC-Linie 34 nicht in Gießen halten. Sie verkehrt mit fünf (Mo – Fr + So) bzw. sechs (Sa) Zugpaaren zwischen Weilburg und Gießen im Zwei-Stunden-Takt und wird von der Hessischen Landesbahn mit Triebwagen der Baureihen 646 (Stadler GTW 2/6) oder 648 (Alstom Coradia Lint 41) betrieben. Zum Fahrplanwechsel im Dezember 2023 soll diese Linie, mit einem Halt in Eschhofen, bis Limburg (Lahn) verlängert werden, um dort einen Anschluss zur Linie RE 20 nach Frankfurt (M) herzustellen. Ab diesem Zeitpunkt wird bei den Regional-Express-Zügen im Lahntal zusammen mit dem RE 25 ein Stundentakt zwischen Limburg und Gießen eingeführt.
| Zuggattung       | Linienbezeichnung       | Strecke                                                      | Bemerkungen                                                               | Triebfahrzeug                                        | Eisenbahnunternehmen |
| ---------------- | ----------------------- | ------------------------------------------------------------ | ------------------------------------------------------------------------- | ---------------------------------------------------- | -------------------- |
| Regional-Express | Lahntal-Express (RE 25) | Koblenz – Limburg – Weilburg – Wetzlar – Gießen              | 120-Minuten-Takt                                                          | Bombardier Talent, Alstom Coradia LINT 27 & 41       | DB Regio Mitte       |
| Regional-Express | RE 24                   | Weilburg – Wetzlar – Gießen                                  | 120-Minuten-Takt                                                          | Alstom Coradia LINT 41                               | Hessische Landesbahn |
| Regionalbahn     | Lahn-Eifel-Bahn (RB 23) | Mayen Ost – Andernach – Koblenz – Nassau – Bad Ems – Limburg | 60-Minuten-Takt, (zzgl. Verstärkerzüge, zwei Züge bereits ab Kaisersesch) | Bombardier Talent, Alstom Coradia LINT 27 & 41       | DB Regio Mitte       |
| Regionalbahn     | Lahntalbahn (RB 45)     | Limburg – Weilburg – Wetzlar – Gießen – Alsfeld – Fulda      | 60-Minuten-Takt, (zzgl. Verstärkerzüge)                                   | Alstom Coradia LINT 41, Stadler GTW 2/6 (vereinzelt) | Hessische Landesbahn |

Ab 2024 sollte auf der Lahn-Eifel-Bahn (auf der Lahntalbahn verkehren die dazugehörigen Linien RB 23 und RE 25) ein mehrjähriger Testbetrieb mit drei Wasserstoffzügen starten. Das Projekt wurde jedoch 2023 wegen zu hoher Kosten abgebrochen.

## Leistungsbesteller und Tarife
Zwischen Wetzlar und Limburg ist der Rhein-Main-Verkehrsverbund (RMV) der Auftraggeber der Verkehrsleistungen und es gelten ebenso dessen Tarife, zwischen Diez und Koblenz ist der Auftraggeber der Zweckverband Schienenpersonennahverkehr Rheinland-Pfalz Nord (SPNV Nord), es gilt der Tarif des Verkehrsverbund Rhein-Mosel (VRM).
Das Hessenticket gilt zwischen Wetzlar und Limburg, das Rheinland-Pfalz-Ticket sowie das Rheinland-Pfalz-Ticket+Luxemburg zwischen Limburg und Koblenz; das Quer-durchs-Land-Ticket gilt auf der gesamten Lahntalbahn.

## Güterverkehr

### Geschichte
Eine große Rolle schon für den Bau der Strecke spielte die Abfuhr von Bodenschätzen, vor allem Erz, aber auch Ton, Schiefer, Kalkstein und Phosphorit, und die Zufuhr von Steinkohle für die Hüttenwerke. Von zahlreichen Erzgruben führten Anschluss-, Feld- oder Drahtseilbahnen zu Ladestellen an der Strecke. Mitte des 20. Jahrhunderts ging der Erzabbau stark zurück, 1983 wurde die Förderung in der Grube Fortuna, dem letzten Erzbergwerk, eingestellt und im August 1983 fuhr der letzte Erzzug. Seit dem Niedergang des Erzabbaus im Lahntal ist der Güterverkehr auf der Strecke nur noch gering. Nachdem in den 1990er Jahren der durchgehende Güterverkehr schrittweise zum Erliegen gekommen war, hatte der Abschnitt Löhnberg–Wetzlar jahrelang überhaupt keinen Güterverkehr mehr aufzuweisen. Die in vielen Bahnhöfen ursprünglich vorhandenen ausgedehnten Gleisanlagen wurden bereits vor der Jahrtausendwende weitgehend abgebaut.
Eine gegenläufige Entwicklung hat der seit den 1980er Jahren existierende Ganzzugverkehr für den Transport von im Westerwald gefördertem Ton nach Italien erlebt, der seit der Stilllegung der Brexbachtalbahn Engers–Siershahn über den Knoten Limburg abgewickelt wird. Dabei werden die im Westerwald beladenen Tonwagen in Limburg zu Ganzzügen zusammengestellt. Diese fahren von dort aus durchgehend über die Main-Lahn-Bahn nach Italien. Dafür verfügt der Bahnhof Limburg noch heute über ausgedehnte Güteranlagen.

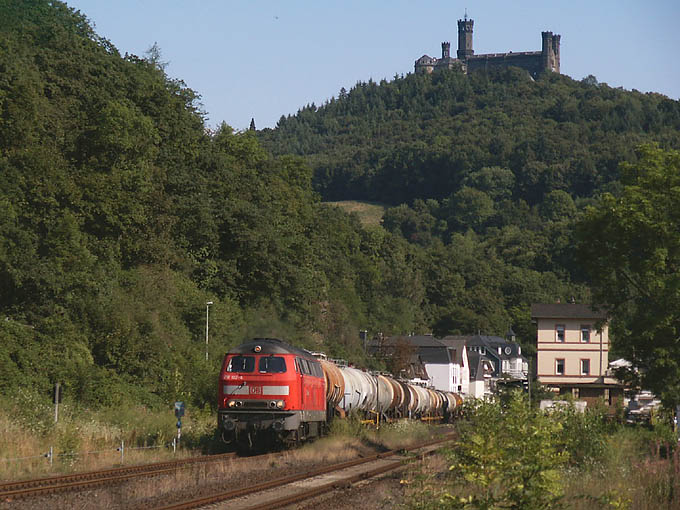
Wöchentlich verkehrender Kesselwagenzug in Balduinstein (Juli 2003)

Mit Ausnahme einer kurzzeitigen Wiederbelebung des Güterverkehrs auf der Gesamtstrecke durch Materialtransporte zum Bau der Schnellfahrstrecke Köln–Rhein/Main Ende der 1990er Jahre beschränkte sich der spärliche Restverkehr zuletzt auf den Abschnitt Koblenz–Limburg mit einer täglichen Bedienfahrt nach Weilburg und Löhnberg. Im Jahr 2002 trafen im Betriebshof Mainz-Bischofsheim sowie im ehemaligen Bahnbetriebswerk Gießen die ersten Loks der Baureihe 225 ein, womit für den mittelhessischen Güterverkehr wieder schwere Dieselloks als Nachfolger der damals ausscheidenden Baureihe 216 zur Verfügung standen. Seither waren auch auf dem Westabschnitt der Lahntalbahn an manchen Wochentagen wieder vereinzelte Güterzugleistungen zu verzeichnen. Nach zwei Jahrzehnten ohne Güterverkehr von überregionaler Bedeutung verkehrte vom Sommer 2003 bis Juni 2008 dienstags ein durchgehender Kesselwagen-Ganzzug von Neuwied (anfangs Bad Hönningen) nach Bernburg (Saale) über die Lahntalstrecke. Die trotz aller Rückbaumaßnahmen recht hohe Streckenkapazität von ca. 100 Zügen täglich pro Richtung sowie eine im Jahr 2004 für 60 Millionen Euro durchgeführte grundlegende Sanierung des Oberbaus ermöglichen auf lange Sicht den Einsatz schwerer Loks und langer Züge sowie Neigetechnik. Die umfangreiche Verlagerung von Zugbildungsaufgaben vom Gießener Güterbahnhof nach Wetzlar seit Dezember 2006 verhalf dem Güterverkehr auf der Lahntalbahn zu einer neuen Bedeutung im Einzelwagenaustausch zwischen den Güterbahnhöfen Koblenz-Lützel und Wetzlar. Nachdem seit Sommer 2005 zwei werktägliche Güterzüge zwischen beiden Bahnhöfen verkehrten, ist das Aufkommen zum Dezember 2007 erneut deutlich gestiegen.

### Situation seit 2010
Heute verkehren auf der Strecke auch wieder durchgehende überregionale und teilweise sogar internationale Güterzüge. So verkehrt z. B. im Herbst zweimal wöchentlich ein Ganzzug mit Zucker vom hessischen Wabern ins belgische Antwerpen über die Strecke. Für regionale Güterzugleistungen kommen seit dem Jahr 2010 Loks der Baureihe 294 zum Einsatz.
An der Lahntalbahn wird im Bahnhof Löhnberg täglich von Montag bis Freitag Ton verladen, der mit Lkw aus den Gruben im angrenzenden Westerwald dorthin transportiert wird. Löhnberg ist somit neben Limburg der einzige Unterwegsbahnhof entlang der gesamten Lahntalbahn, der noch im Güterverkehr bedient wird. Im Bahnhof Albshausen wurden im August 2016 die Gleise und sechs Weichen erneuert sowie das wuchernde Buschwerk zurückgeschnitten, jedoch sind die Gleise 3 und 4 weiterhin mit Sh2-Scheiben gesperrt. Eine Bedienung der Ausweichanschlussstelle (Awanst) Wetzlar-West (ex BW- und zuletzt Gas-Verladeanlage) findet zurzeit nicht statt, da die entsprechende Infrastruktur zur Gas-Verladung abgebaut ist. Das Gelände dient mittlerweile als Lagerplatz, ist aber weiterhin betriebsfähig. Es existieren dort eine Kopf- und Seitenrampe sowie eine Ladestraße. Im Moment hat die Anschlussstelle nur die Funktion einer Blockstelle, die vom Stellwerk Wf in Wetzlar ferngesteuert wird.
Am 24. Juni 2010 wurde auch der Güterverkehr auf der Kerkerbachbahn wieder aufgenommen. Vom Kalkwerk Steeden aus verkehren wöchentlich (Montag, Dienstag, Donnerstag und Samstag) nun wieder mehrere Kalkzüge über die Kerkerbachbahn, die im Bereich des Bahnhofs Kerkerbach auf die Lahntalbahn trifft, über Weilburg und Wetzlar zur BASF nach Ludwigshafen am Rhein.